# Pagina uno/L'ultimissima volta
Pagina uno/L'ultimissima volta è un singolo della cantante italiana Dori Ghezzi pubblicato nel 1968 dalla casa discografica Durium

## Descrizione
La cantante presenta il brano Pagina uno nella trasmissione televisiva Quelli della domenica.

## Tracce
1. Pagina uno (Di Bruno De Filippi)
2. L'ultimissima volta (Di Franco Cassano)